# 林森南路

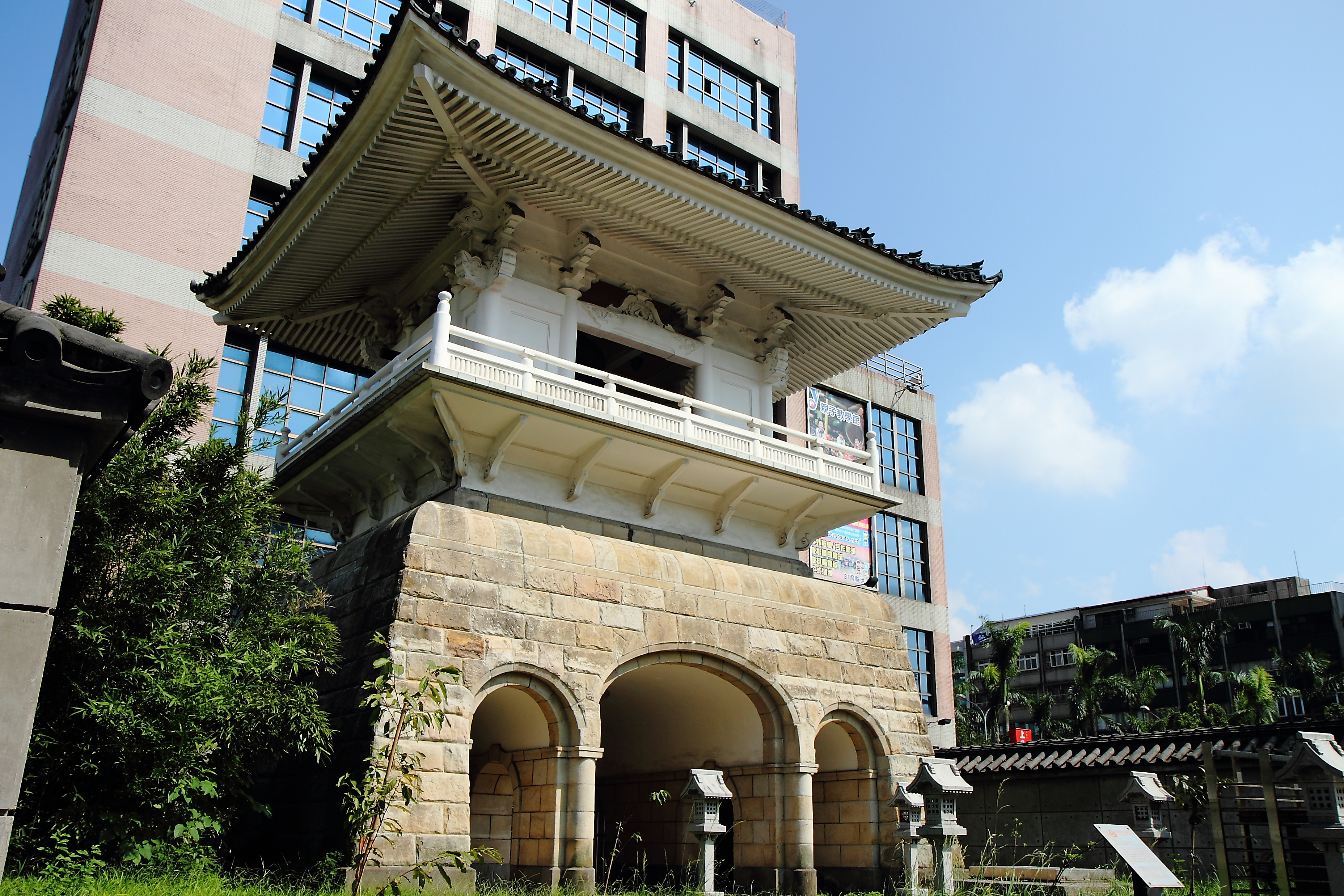
曹洞宗大本山臺灣別院鐘樓

林森南路，是臺灣臺北市中正區南北向主要道路之一，原為上海路及瀋陽路。此路為雙向，每向二至三線道，不分段，北接林森北路，南接南海路，並以地下道穿越中正紀念堂下方、與南海路銜接。

## 沿線設施
（由北至南）
- 捷運善導寺站
- 台北市公共自行車租賃系統捷運善導寺站
- 台北基督徒林森南路禮拜堂（2號5樓）[1]
- 臺北市立成功高級中學（正門位於濟南路一段71號）
- 衛生福利部疾病管制署（6號）
- 中華民國婦女聯合會美齡樓（19號）
- 國立臺灣大學公共衛生學院（正門位於徐州路17號）
- 國立臺灣大學藥學專業學院（33號）
- 開南商工（正門位於濟南路一段6號）
- 國立臺灣大學醫學人文博物館（正門位於仁愛路一段1號）
- 台北市公共自行車租賃系統仁愛林森路口
- 東門里福德宮
- 東和禪寺觀音禪堂
- 曹洞宗大本山臺灣別院鐘樓
- 臺北市中正區東門國民小學（正門位於仁愛路一段2-4號）
- 林森南路車行地下道（不開放腳踏車行駛）
- 祥瑞大樹（145號）
- 捷運中正紀念堂站

## 參看
- 臺北市主要道路列表